# أحمد دراية
دراية أحمد هو المدير العام للأمن الوطني الجزائري للفترة الممتدة بين جوان 1965 وأفريل 1977 خلفاً للسيد يادي محمد الوسيني.

## النشأة
ولد أحمد دراية في 1 ماي 1925 بمدينة سوق أهراس شرق الجزائر، ابن عبد الحفيظ وحفصية بنت الجيلالي، زاول تعليمه بالكتاتيب القرآنية ثم درس كذلك بمدرسة بيكار الفرنسية حتى سنة 1942.

## نشاطه في الحركة الوطنية وثورة التحرير
بدأ الحس الوطني لأحمد دراية مع انضمامه للكشافة الإسلامية بين سنتي 1940 حتى 1945 ليتطور بعد ذلك حيث أصبح عضواً بحركة انتصار الحريات الديمقراطية ثم رئيس فوج الشهيد باجي مختار سنة 1953 ثم مكلف بالاتصال بين مدينة سوق أهراس والونزة.
بعد اندلاع ثورة التحريرية تولي تسيير التنظيم الداخلي للثورة بين سوق أهراس والونزة لينضم فيما بعد إلى جيش التحرير الوطني سنة 1956 حيث رقي إلى قائد القاعدة الشرقية مكلف بالاستعلامات سنة 1957 ثم نائب قائد الفيلق الرابع سنة 1958 ليتم تعيينه أخيراً عضو في قيادة القاعدة الجنوبية لجيش التحرير الوطني تحت قيادة عبد العزيز بوتفليقة سنة 1960.

## على رأس المديرية العامة للأمن الوطني
عين بعد الاستقلال عضوا باللجنة المركز لجبهة التحرير الوطني سنة 1964 ثم تولي مهام مدير عام للأمن الوطني في جوان 1965 حيث عمل من ناحية المنشآت على افتتاح المدرسة التطبيقية بالصومعة بالبليدة في 1 أوت 1969 والمدرسة العليا للشرطة بشاطوناف في 5 جانفي 1970 أما من الناحية التنظيمية عمل على استحداث أمن الولايات عام 1971 على ان يكون أمن الدوائر والأمن الحضري امتدادا لأمن الولايات.
سنة 1973، عمل أحمد دراية على إدماج العنصر النسوي في صفوف الأمن الوطني، ثم عام 1974 إنشاء مدرسة أشبال الشرطة بالصومعة التي تخرج منها مئات الإطارات إلى أن أغلقت سنة 1988، كما عرفت ولاية أحمد دراية على الأمن الوطني انطلاقة كبيرة للشرطة العلمية وكذا وضع أسس تطوير التقنيات المعلوماتية الخاصة بمختلف ميادين الشرطة.
تم تعيينه سنة 1977 وزيراً للنقل وتم استخلافه على رأس الأمن الوطني بالسيد الهادي خضيري

## وفاته
توفي سنة 1988 بالجزائر العاصمة

## تخليدا له
سميت باسمه:
- جامعة أحمد دراية بأدرار.